# Радзимовский, Валериан Васильевич
Валериан Васильевич Радзимовский (2 января 1865, Киевская губерния — не позднее августа 1919, Киев) — российский юрист, действительный статский советник.

## Биография
Родился в семье священника. Обвенчан с дочерью профессора живописи, личной дворянкой Наталией Константиновной Маковской.
Окончил юридический факультет Киевского университета святого Владимира (1890).
Коллежский секретарь, младший кандидат на должность по судебному ведомству при Московском окружном суде, командирован в 6-е гражданское отделение (1890), секретарь по 3-му уголовному отделению, титулярный советник (1892).
Городской судья в Можайске (1893), коллежский асессор (1895).
Мировой судья 2-го (1898) и 3-го (1900) участков Киевского округа, надворный советник, председатель съезда мировых судей Бердичевского округа (1899).
Член Киевского окружного суда (1902), коллежский советник (1903), председатель Сквирской уездной комиссии по делам о выборах в III Государственную думу, статский советник (1907).
Член Санкт-Петербургского окружного суда (1909), юрисконсульт при обер-прокуроре Синода (1911), действительный статский советник.
Член Предсоборного совещания (1912), Консультации при Министерстве юстиции (1914), Комиссий для рассмотрения Устава о расторжении браков и законопроекта о церковном суде (1916), работал в I, IV, V и VIII отделах Предсоборного совета (1917).
В 1917—1918 годах член Поместного Собора Православной Российской Церкви как член Предсоборного совета, участвовал в 1–2-й сессиях, товарищ председателя Юридического совещания при Соборном совете, заместитель председателя IV, член II, VI Отделов.
В 1918 году инспектор библиотеки в Киеве.
В первой половине 1919 года расстрелян большевиками.

## Награды
- Орден святой Анны 3-й и 2-й (1901) степени.
- Орден Святого Владимира 4-й и 3-й (1914) степени.